# Edom (Texas)
Edom es una ciudad ubicada en el condado de Van Zandt en el estado estadounidense de Texas. En el Censo de 2010 tenía una población de 375 habitantes y una densidad poblacional de 56,85 personas por km².

## Geografía
Edom se encuentra ubicada en las coordenadas 32°22′27″N 95°36′33″O / 32.37417, -95.60917. Según la Oficina del Censo de los Estados Unidos, Edom tiene una superficie total de 6.6 km², de la cual 6.5 km² corresponden a tierra firme y (1.53%) 0.1 km² es agua.

## Demografía
Según el censo de 2010, había 375 personas residiendo en Edom. La densidad de población era de 56,85 hab./km². De los 375 habitantes, Edom estaba compuesto por el 87.73% blancos, el 0% eran afroamericanos, el 0.27% eran amerindios, el 0% eran asiáticos, el 0% eran isleños del Pacífico, el 9.6% eran de otras razas y el 2.4% pertenecían a dos o más razas. Del total de la población el 16.27% eran hispanos o latinos de cualquier raza.